# Elgin (Quebec)
Elgin es un municipio de parroquia de la provincia de Quebec, Canadá. Es una de las ciudades pertenecientes al municipio regional de condado de Haut-Saint-Laurent y, a su vez, a la región de Vallée-du-Haut-Saint-Laurent en Montérégie.

## Geografía
El territorio de Elgin se encuentra ubicado entre los municipios de Godmanchester al oeste y al norte, Hinchinbrooke al este, y el estado estadounidense de Nueva York al sur. Tiene una superficie total de 69,51 km² cuyos 69,15 son tierra firme.

## Política
Forma parte de las circunscripciones electorales de Huntingdon a nivel provincial y de Beauharnois-Salaberry a nivel federal.

## Demografía
Según el censo de 2011, había 401 personas residiendo en esta ciudad con una densidad poblacional de 5,8 hab./km². Los datos del censo mostraron que de las 458 personas censadas en 2006, en 2011 hubo un diminución de 57 habitantes (-12,4 %). El número total de inmuebles particulares resultó de 196. El número total de viviendas particulares que se encontraban ocupadas por residentes habituales fue de 169.